# Nandyal
Nandyal è una suddivisione dell'India, classificata come municipality, di 151.771 abitanti, situata nel distretto di Kurnool, nello stato federato dell'Andhra Pradesh. In base al numero di abitanti la città rientra nella classe I (da 100.000 persone in su).

## Geografia fisica
La città è situata a 15° 28' 60 N e 78° 28' 60 E e ha un'altitudine di 202 m s.l.m..

## Società

### Evoluzione demografica
Al censimento del 2001 la popolazione di Nandyal assommava a 151.771 persone, delle quali 76.914 maschi e 74.857 femmine. I bambini di età inferiore o uguale ai sei anni assommavano a 19.501, dei quali 9.938 maschi e 9.563 femmine. Infine, coloro che erano in grado di saper almeno leggere e scrivere erano 96.157, dei quali 55.181 maschi e 40.976 femmine.